# Čelik (priimek)
Čelik je priimek več znanih Slovencev, ki ga je po podatkih Statističnega urada Republike Slovenije na dan 31. decembra 2007 uporabljalo 197 oseb.

## Znani nosilci priimka
- Dejan Čelik (1977), harmonikar
- Leon Čelik (1935-2022), kemik
- Matevž Čelik Vidmar (1971), arhitekt, publicist, muzealec
- Pavle Čelik (1941), policist, sociolog, publicist, zgodovinski raziskovalec
- Roman Čelik (1911-1987), gradbenik, hidrotehnik
- Simona Vidmar Čelik, umetnostna kustosinja
- Tatjana Čelik (1968), biologinja, entomologinja-lepidopterologinja